# Alangium maliliense
Alangium maliliense är en kornellväxtart som beskrevs av Bloemb. Alangium maliliense ingår i släktet Alangium och familjen kornellväxter. Inga underarter finns listade i Catalogue of Life.